# Aleksander Rajčević
Aleksander Rajčević, slovenski nogometaš, * 17. november 1986, Koper.
Rajčević je člansko kariero v slovenski ligi začel leta 2005 pri Kopru, med letoma 2010 in 2020 pa igral za Maribor. Skupno je v prvi slovenski ligi odigral 376 prvenstvenih tekem in dosegel 16 golov.
Za slovensko reprezentanco je debitiral 6. februarja 2013 na prijateljski tekmi proti bosansko-hercegovski reprezentanci.